# Parkeergarage Vijzelgracht
De Parkeergarage Vijzelgracht is een ondergrondse parkeergarage in Amsterdam-Centrum.

## Parkeergarage
In de zomer 2018 werd onder het wegdek van de Vijzelgracht het metrostation Vijzelgracht in de Noord/Zuidlijn geopend. Men vond bovenop dat station voldoende ruimte om over de totale lengte een parkeergarage te bouwen naar ontwerp van Benthem Crouwel Architects, ook basisontwerper rondom die metrolijn. In 2020 begonnen de bouwwerkzaamheden en de nazomer van 2023 afgerond. Van zowel de bouwwerkzaamheden als de parkeergarage was/is echter nauwelijks iets te zien; de werkzaamheden aan de enorme betonnen bak van 120 meter lengte vonden grotendeels onder de grond plaats. Zichtbaar waren/zijn alleen de glazen cabines/lifthuisjes, in samenspraak met de buurt ontworpen door Angie Abbink en Raymond Verkade. De bestuurder laat zijn voertuig in de glazen cabine achter; een volautomatisch systeem zorgt voor het stallen en vrijgeven van de voertuigen. De huisjes moeten aldus de ontwerpers verwijzen naar weefgetouwen, de wevershuisjes, die hier in de buurt staan  en de stalen bruggen in Amsterdam. Abbink en Verkade zorgden er voor dat het straattegelmotief van de omgeving doorliep tot in de cabines. In de garage kunnen 270 voertuigen geplaatst worden.
De gemeente Amsterdam wilde met de bouw van deze garage de parkeerdruk in de buurt verminderen, maar hief tegelijkertijd een aantal parkeerplaatsen aan de straat op. De aannemer was Max Bögl, hetzelfde bedrijf dat de metro aanlegde. Op 29 augustus 2023 werd de parkeergarage geopend.
Deze ondergrondse parkeergarage was na de Parkeergarage Museumplein onder het Museumplein en de Albert Cuypgarage onder de Boerenwetering de derde in haar soort. Al snel volgde een vierde: de Singelgrachtgarage. Anders dan de naam doet vermoeden werd de Parkeergarage Vijzelgracht niet in een gracht gebouwd; de Vijzelgracht was al in 1933 gedempt.      

## Kunst
De glaswanden van de liftinstallaties zijn voorzien van poëzieachtige teksten van stadsdichter Marjolijn van Heemstra in een vormgeving van Roosje Klap. De letters lichten op wanneer daglicht of autolicht op de letters schijnt. Het idee was daarbij dat de teksten een interactie aangaan met hun omgeving. Tekst op huisje 1: 
Hier schommelt de tijd
vult blik van nu, een oude grond, klinkt opnieuw de vraag
die klinkt sinds ontstaan
Wie maakt er plaats voor wie?